# Ophiolepis crassa
Ophiolepis crassa är en ormstjärneart som beskrevs av Nielsen 1932. Ophiolepis crassa ingår i släktet Ophiolepis och familjen Ophiolepididae. Inga underarter finns listade i Catalogue of Life.